# And I Love Her
And I Love Her è brano musicale dei Beatles, scritta da Paul McCartney e da John Lennon, compare nell'album A Hard Day's Night, del 1964.

## Il brano
È la prima ballata di Paul McCartney, composta nel periodo in cui il musicista abitava a Wimpole Street presso la famiglia Asher, e la canzone è stata sempre considerata una dedica d'amore a Jane Asher, con cui Paul aveva una relazione sentimentale. Successivamente fu proprio McCartney, a seguito di una smentita a lui attribuita, a confermare con parole che non lasciano dubbi: «Era una canzone d'amore per Jane Asher.»
La composizione, fra le più belle creazioni di McCartney, è anticipatrice di altre delicate melodie che diventeranno un marchio distintivo di Paul. Ma a differenza delle creazioni future di questa fattura, McCartney aveva ancora bisogno del gruppo, sia per la stesura che per l'esecuzione. Il pezzo, infatti, originariamente consisteva solo nella strofa ripetuta, e fu Martin a sottolinearne la monotonia invitando a interrompere la ripetitività delle strofe con un middle eight, appello subito raccolto dall'autore e da John Lennon che, al pianoforte, in mezz'ora di lavoro congiunto composero la parte mediana. Poi George Harrison elaborò una linea solista con l'inaspettato e originale passaggio al semitono superiore, e suo è l'accordo finale in maggiore che chiude il pezzo.
La fase della registrazione presentò qualche problema. L'esecuzione dei primi due nastri era stata realizzata con i classici strumenti elettrificati. Inoltre le percussioni erano pesanti, mancava ancora la sezione centrale e il pezzo era privo di conclusione. All'ascolto fu evidente a tutti nello studio che occorreva rifare la canzone. Il giorno successivo, 26 febbraio, il brano fu provato su 17 nastri, ma di nuovo i risultati non furono considerati soddisfacenti. Finalmente il 27 il suono pieno e rotondo venne ottenuto dirottando Ringo ai bongo e sostituendo le chitarre elettriche di John e George con strumenti acustici; e in questo modo si raggiunse la soluzione desiderata.

### Struttura musicale
La canzone nella versione originale è scritta in tonalità di Sol bemolle minore.
Ha una strutturazione classica per quanto riguarda i primi lavori del quartetto di Liverpool: infatti è un'alternanza di sezione A , A1 e B.
L'introduzione che è poi il riff di identificazione del brano fu ideato da George Harrison durante una sessione di registrazione.
Nella sezione A si alternano, in un ritmo riconducibile alla beguine, due accordi: Sol bemolle minore e Re bemolle minore, collocando così il brano in area di Modo Dorico.
Il brano è assolutamente acustico privato della ritmica della batteria. Le chitarre sono acustiche e affidate a Lennon e Harrison che ne è anche l'esecutore della parte solistica sviluppata incrementando di un mezzo tono la tonalità di base.
Il tutto si conclude con accordo di Re maggiore escamotage molto caro a J.S. Bach.

## Crediti
- Paul McCartney: voce, basso elettrico
- John Lennon: chitarra ritmica acustica
- George Harrison: chitarra solista classica
- Ringo Starr: bongo e legnetti (claves)
- George Martin: produzione

## Cover
Nel 1965 i Meteors incisero la versione italiana dal titolo La tua voce con il testo di Don Backy e Mogol ed inserita nell'album Beatlesmania. Di And I Love Her fu incisa la versione in francese Et je l'aime, cantata da Olivier Despax.
Tra le versioni incise in lingua originale inglese vanno citate quelle di Kurt Cobain, frontman dei Nirvana, che fu inclusa nell'album Montage of Heck: The Home Recordings, colonna sonora dell'omonimo film, quella di Pino Presti incisa per la Polydor con il progetto "Fighters", quella di Princess Chelsea, nel 1970 quella di Helen Merrill inserita nell'album Helen Merrill Sings Beatles (Victor, SMJX−10092) pubblicato in Giappone e Corea del Sud e quella di Orleya (quest'ultima diventata And I Love Him).
Tra le versioni strumentali vanno citate quelle di Carl Doy, José Feliciano, Pat Metheny, Brad Mehldau e Santo & Johnny.
Il brano è stato reinterpretato da centinaia di artisti, fra i quali Ray Davis, Georgie Fame, Julie London, Connie Francis e Smokey Robinson, Mina.